# 日昭

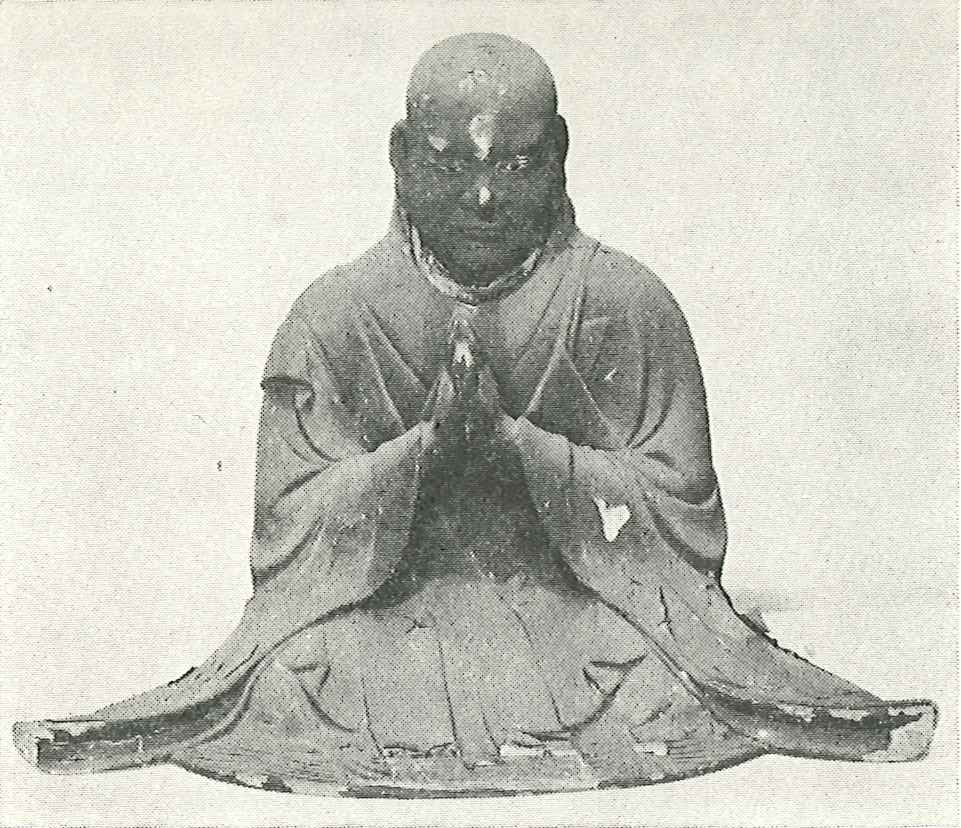
日昭像 玉沢妙法華寺蔵

日昭（にっしょう、承久3年（1221年）- 元亨3年3月26日（1323年5月1日））は、鎌倉時代中期から後期にかけての日蓮宗の僧。俗姓は印東氏で、池上宗仲、日朗とは親戚関係にある。日昭門流・浜門流の祖。日蓮六老僧の一人。字は大成弁。弁阿闍梨とも称される。
下総国海上郡印東領能手（現・千葉県匝瑳市）の領主・印東祐照（または祐昭）の子。母は工藤祐経の娘。姉は池上康光の妻、妹は平賀有国の妻（日朗の母）。生年については嘉禎2年（1236年）とする説もある。
15歳頃に出家して成弁と称し、翌年比叡山に登る。建長5年（1253年）より日蓮に師事し、日昭と改めた。弘安5年（1282年）の日蓮入滅時には葬儀を取り仕切り、身延山に遺骨を納めた。徳治元年（1306年）に名瀬の妙法寺、徳治2年（1307年）には越後の妙法寺を建立した。
晩年比叡山戒壇と関係を持っていたことから、この派にはその影響が残された。

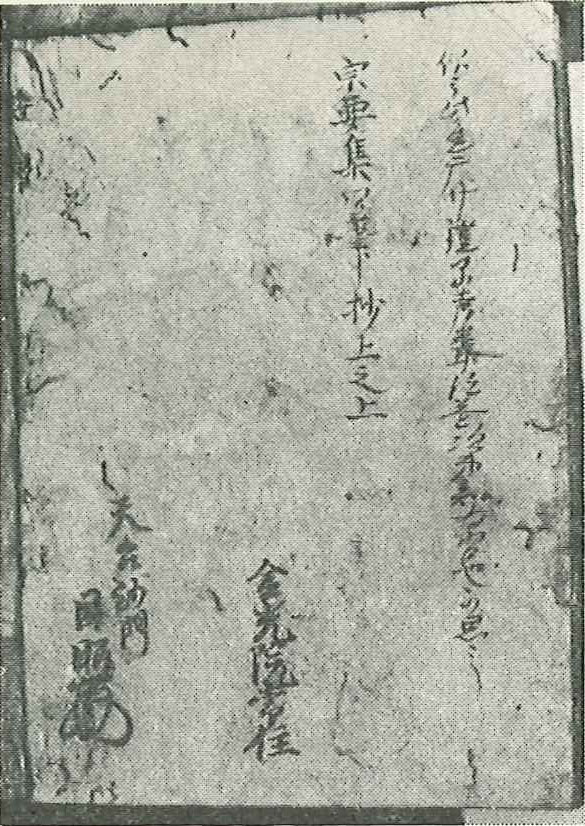
宗要集 抄上之上 玉沢妙法華寺蔵

現在の日昭門流（濱門）の本山は妙法華寺と村田妙法寺。関連寺院として南之坊などがある。